# Rhyssa howdenorum
Rhyssa howdenorum là một loài tò vò trong họ Ichneumonidae.